# Professor Jamil
Professor Jamil est une municipalité brésilienne de l'État de Goiás et la microrégion du Meia Ponte.
Deux de ses premiers habitants, Taufic et Jorge, originaires de Zahlé au Liban, lui ont donné ce nom en hommage à leur frère : Jamil Salim Safady. 